# Плеврий
Плеврий (др.-греч. Πλευρίας) — царь иллирийского племени автариатов 330-х годов до н. э.
Единственное упоминание Плеврия содержится у Диодора Сицилийского в контексте описания военной кампании македонского царя Филиппа II 337 года до н. э. В историографии существует гипотеза, что Плеврий идентичен царю ардиеев Плеврату, с которым Филипп II воевал во второй половине 340-х годов до н. э.. Однако их идентичность не может быть доказанной. Возможно, цари Плеврат и Плеврий лишь носили сходные имена, «как Эдуард и Эдмунд».
Целью кампании 337 года до н. э. Филиппа II было обеспечение безопасности границ Македонии перед предполагаемым походом на персов. Вторым мотивом македонского царя была необходимость устранить угрозу со стороны автариатов дамастийским серебряным рудникам, важному источнику доходов для Филиппа II. На тот момент племя автариатов, царём которых являлся Плеврий, было наиболее могущественным среди иллирийцев.
Согласно Диодору Сицилийскому, во время решающего сражения с войском Плеврия Филиппа II спас его телохранитель-соматофилак Павсаний. Поход македонян 337 года до н. э. не привёл к серьёзному ослаблению автариатов. Через два года, уже при Александре Македонском, во время войны с царём дарданцев Клитом и правителем тавлантиев Главкием, автариаты подготовились к нападению на македонское войско во время марша через горы. Однако Александру помог царь пеонийского племени агриан Лангар, который вторгся на их территорию, предавая все опустошению и захватывая пленных и добычу, вследствие чего планы автариатов оказались совершенно расстроенными, так как теперь им «пришлось думать о себе самих».